# Равликоїд великоокий
Равликоїд великоокий (Aplopeltura boa) — неотруйна змія, єдиний вид роду Aplopeltura. Інша назва «ремінеподібна змія».

## Опис
Загальна довжина досягає 80 см. Тулуб дуже тонкий, стиснутий з боків. Хвіст довгий, який становить до третини загальної довжини. Голова непропорційно велика, незграбна з дуже коротким, вертикально зрізаним носовим відділом. Очі великі з округлою зіницею. Забарвлення яскраво-коричневе або зеленувато—буре з темними розводами по спині. З боків тягнеться рядок білих плям неправильної форми з розмитими межами. Білі області також є на боках голови. Від очей униз йде темна смуга.

## Спосіб життя
Полюбляє рівнинні тропічні ліси, дотримуючись нижнього чагарникового ярусу. Більшу частину життя проводить на деревах. Харчується молюсками, в першу чергу равликами, зрідка ящірками. Схопивши м'яке тіло молюска гакоподібними зубами нижньої щелепи, зазвичай тримає його у повітрі, поступово звільняючи від раковини. 
При небезпеці змія витягує та напружує передню частину тулуба, стаючи невідмінною від гілки, вкритої наростами лишайників або грибків.
Це яйцекладна змія. Самка відкладає до 10 яєць.

## Розповсюдження
Мешкає у М'янмі, Таїланді, Малайзії, на Філіппінах, на островах Ява, Суматра, Калімантан (Індонезія). 